# Matidia simia
Matidia simia là một loài nhện trong họ Clubionidae.
Loài này thuộc chi Matidia. Matidia simia được Christa L. Deeleman-Reinhold miêu tả năm 2001.